# Чагарниця бутанська

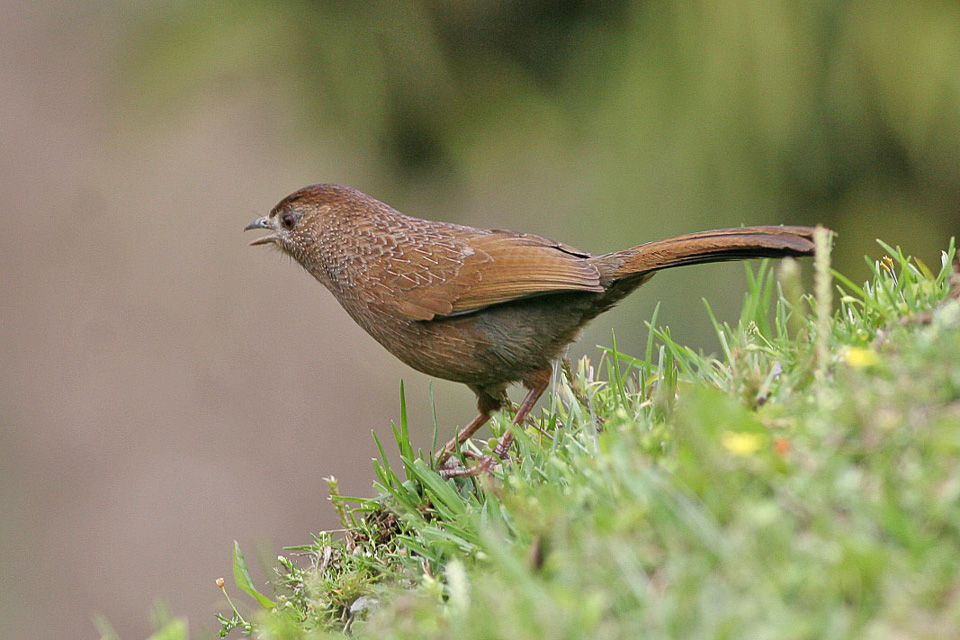
Бутанська чагарниця

Чагарни́ця бутанська (Trochalopteron imbricatum) — вид горобцеподібних птахів родини Leiothrichidae. Ендемік Гімалаїв. Раніше вважався підвидом темнобрової чагарниці.

## Поширення і екологія
Бутанські чагарниці поширені в Бутані, в індійському штаті Аруначал-Прадеш і на крайньому південному сході Тибету. Вони живуть у вологих гірських тропічних лісах, високогірних чагарникових заростях і на гірських луках. Зучстрічаються на висоті від 1400 до 2400 м над рівнем моря. Живляться дрібними безхребетними, ягодами і насінням. Сезон розмноження триває з квітня по червень.